# Trichocolletes macrognathus
Trichocolletes macrognathus  is een vliesvleugelig insect uit de familie Colletidae. 
De soort is bekend van de omgeving van Geraldton, West-Australië.